# 和栗正明
和栗 正明（わぐり まさあき、1962年8月21日 - ）は、日本の俳優（元子役）、声優。東京都出身。
二松學舍大学附属高等学校出身。特技は演出。劇団若草、八重垣事務所、黒沢良事務所。に所属していた。

## 出演
太字はメインキャラクター。

### 映画
- 青春大全集（1970年）
- 恋人って呼ばせて（1971年）
- 三等高校生（1982年）[3] - 上杉忠
- ハンドルの青春

### テレビドラマ
- いじわるばあさん（1971年）
- 雑居時代
  - 第3話「親父だけが知っている」（1973年）
  - 第20話「もてないね?」（1974年）
- ウルトラマンレオ 第35話「おいらは怪獣大将だ!」（1974年） - 山本孝正
- 江戸の旋風II（1976年）
  - 第11話「古い傷あと」
  - 第34話「情けの秋祭り」
- ポンコツロボット太平記 第1話（1978年）
- 松本清張おんなシリーズ・熱い空気（1979年）
- 御宿かわせみ（1980年 - 1981年）
- 気になる天使たち（1981年）

### テレビアニメ
- ゼロテスター（1973年）
- キャプテン（テレビスペシャル版）（1980年、谷口タカオ[4]）
- キャプテン（テレビシリーズ）（1983年、谷口タカオ[4]）

### 劇場アニメ
- キャプテン（1981年、谷口タカオ[4][5][2]）

### 舞台
- 遺書
- 王様と私
- 近松心中物語
- にごり江

### ラジオ
- ラジオ図書館・残り香（千吉[2]）